# ملک سلیمان
مُلک سلیمان عنوان یک فیلم دنباله‌دار سینمایی محصول ایران است که در سال ۱۳۸۹، نخستین بخش از سه‌گانهٔ آن به روی پرده سینماهای ایران رفت. این فیلم، روایت مقطعی از زندگی سلیمان است و در آن از فناوری‌های پیشرفته سی جی ای و دی ای استفاده شده است. که نتیجه آن این است که این فیلم از نخستین تجربه‌های حرفه‌ای فیلمسازی دیجیتال در سینمای ایران به‌شمار می‌رود. فیلمنامه این فیلم بر اساس سوره‌های قرآن روایت شده است.

## خلاصه داستان

### قسمت اول
خداوند به وسیله نشانه‌هایی به سلیمان نشان می‌دهد که باید از شرایط سختی برای رسیدن به یک جامعه آرمانی عبور کند. اما سلیمان برای بدست آوردن چنین حکومتی باید جهان اجنه و شیاطین را تحت سلطهٔ خود درآورد. در این بین فتنه‌هایی در سه شهر اورشلیم، اریحا و زبولون به نمایش در می‌آید.

### قسمت دوم
در قسمت دوم مردم با یادگیری سحر و جادو از اجنه و شیاطین، هاروت و ماروت دو فرشتهٔ شهر بابل از راه حق منحرف می‌شوند. سپس به سلیمان تهمت کفر و جادوگری می‌زنند. این وضع آنقدر ادامه می‌یابد که جز سلیمان و کمی از یارانش، همه کافر می‌شوند… داستان این قسمت از فیلم ارتباط مستقیم با آیه ۱۰۲ سوره بقره دارد.

### قسمت سوم
در این قسمت از فیلم، سلیمان به وسیله قوایی که بدست آورده، بناهای مرتفع و بلند و باشکوه می‌سازد و قصری از آبگینه بنا می‌کند. او برای گسترش خداپرستی با لشکریان خود که از انسان، اجنه و حیوان هستند، در جهان به سفر می‌پردازد. همچنین در این فیلم شاهد داستان هدایت ملکه سبا خواهیم بود. این قسمت هیچ گاه ساخته نشد

## بازیگران
| بازیگر           | نقش          | وصف حال                         |
| ---------------- | ------------ | ------------------------------- |
| امین زندگانی     | سلیمان       | شاه و پیامبر قوم بنی اسرائیل    |
| محمود پاک‌نیت     | یازار        | رئیس کاهنان یهود و مخالف سلیمان |
| الهام حمیدی      | میریام       | همسر سلیمان                     |
| حسین محجوب       | آصف بن برخیا | مشاور سلیمان                    |
| علی بکائیان      | جناب مئیر    | بزرگ کاهنان یهود                |
| علیرضا کمالی     | آدونیا       | برادر سلیمان                    |
| زهرا سعیدی       | میکال        | مادر سلیمان                     |
| مهدی فقیه        | عاری         | جادوگر شیطان‌پرست                |
| جواد طاهری       | آبشالوم      | برادر سلیمان                    |
| سیروس صابر       | یوآب         | سردار سپاه سلیمان               |
| یوسف صفری‌بختیاری | راعیل        | افسر سپاه سلیمان                |

## مراحل ساخت

### فیلم‌نامه
تحقیقات اولیه جهت جمع‌آوری اطلاعات تاریخی برای مجموعه در حدود ۱ سال و نیم به طول انجامید. بعد از این مرحله شهریار بحرانی، مجتبی فراورده و حمید قدیریان اقدام به نوشتن فیلم‌نامه مجموعه کردند. در انجام تحقیقات مجموعه سعی شد علاوه بر استفاده از منابع اسلامی و قرآنی، از منابع تاریخی و کتب دینی قوم یهود نیز استفاده شود. در نهایت فیلم‌نامه‌ای ۱۵۰ صفحه‌ای به رشته تحریر درآمد که با ۳۹ بار بازنویسی به حدود ۵۱ صفحه رسید. نوشتن فیلم‌نامه فیلم در حدود ۶ ماه به طول انجامید.

### پیش‌تولید
بعد از پایان نگارش متن، ۸ ماه صرف آماده‌سازی جلوه‌های ویژه فیلم شده بود. تهیه‌کنندگان با توجه به در نظر گرفتن استانداردهای بالایی که از فیلم نهایی انتظار داشتند، توانایی اتود کارهای ایرانی را در این مورد کافی ندانسته و به دنبال گروه‌های ماهرتری بودند. در نهایت از میان نامزدها، با لئو لو به توافق رسیدند. یکی از شروط همکاری عوامل این فیلم با این گروه طراح جلوه‌های ویژه کامپیوتری، آموزش به ۱۰ نفر از طراحان جلوه‌های ویژه ایرانی در حین انجام پروژه فیلم بود.
پس از امضای قرارداد با لئولو، وی در شرکت طراحی‌اش به نام لجند تونلند واقع در هنگ کنگ اقدام به کار بر روی پروژه نمود. همچنین همزمان شرکت کاریز پارسه نیز با تأسیس در تهران، مسئول هماهنگی گروه هنگ کنگی و عوامل تولید فیلم شد.
همچنین تیم طراحی صحنه فیلم اقدام به ساخت ۱۸ هزار متر مربع دکور در منطقه شهریار نمودند و بنابراین فیلمبرداری فیلم از نیمه تیر ۱۳۸۶ انجام گرفت.

### بودجه
بودجه این فیلم از طریق مجلس تصویب شد. مبلغ ۴ میلیارد و ۱۰۰ میلیون تومان هزینه‌ای بود که مجلس تصویب کرد و ۶۰۰ میلیون سازمان اوقاف و امور خیریه به اضافه ۸۰۰ میلیون تومان، جمعاً ۵ میلیارد و ۱۰۰ میلیون تومان هزینه این فیلم شد. از این مقدار ۵۰ میلیون تومان برای تهیه صدای دالبی، ۷۵ میلیون تومان برای ساخت موسیقی و ۳۰۰ میلیون تومان برای ساخت جلوه‌های بصری فیلم هزینه شده است که از این مبلغ ۱۴۸ میلیون تومان را لئولو طراح جلوه‌های ویژه که یک هنرمند خارجی است؛ دریافت کرده است و ۱۴۷ میلیون را گروه ۳۰ نفره ایرانی دریافت کرده‌اند.

### فیلم‌برداری
فیلم‌برداری این مجموعه از ۱۴ تیر ۱۳۸۶ همزمان با سالروز تولد حضرت فاطمه (ع) آغاز شد و پس از ۹ ماه به پایان رسید.
فیلم‌برداری صحنه‌های فیلم در رستم‌آباد گیلان و شهرستان شهریار انجام شده است.

### اکران
فیلم در سال ۱۳۸۷ آماده اکران عمومی شد؛ ولی به دلیل تمایل برای اولین اکران فیلم در بیست و هشتمین جشنواره بین‌المللی فیلم فجر (سال ۱۳۸۸) اکران عمومی آن به مهرماه ۱۳۸۹ موکول شد.
سقف اکران این فیلم در سینماهای ایران ۱۲ هفته تعیین شده بود. اما بعد از ۱۵ هفته هنوز در حال اکران بود. در هنگام اکران فیلم تهیه‌کنندگان برای تبلیغ این فیلم دست به کارهای بی‌سابقه‌ای زدند از جمله اقدام به فروش بلیط نیم بها در سینما برای دانشجویان. بازدید ۱۰۰ هزار دانش‌آموز از این فیلم در سینماها.

### فروش
این فیلم توانست با پانصد هزار تماشاگر ۱٫۵ میلیارد تومان فروش داشته باشد. تکثیر غیرقانونی فیلم آنهم قبل از اکران را از جمله عوامل چندین میلیارد ضرر سازنده فیلم (بنیاد فارابی) دانسته‌اند و تهیه‌کننده فیلم، مجتبی فراورده، را مقصر می‌دانند.

## جوایز

### بیست و هشتمین جشنوارهٔ فیلم فجر
با نامزدی در ۹ بخش برندهٔ جوایز زیر شد:
- سیمرغ بلورین بهترین چهره‌پردازی برای سعید ملکان
- سیمرغ بلورین بهترین جلوه‌های ویژهٔ رایانه‌ای برای لئو لو
- سیمرغ بلورین بهترین صداگذاری برای کینسون چانگ
- سیمرغ بلورین بهترین موسیقی متن برای چان کونگ وینگ
- سیمرغ بلورین بهترین نقش مکمل مرد برای مهدی فقیه

### جشنوارهٔ بین‌المللی فیلم بغداد
- جایزهٔ بهترین کارگردانی
- جایزهٔ بهترین فیلم[۱۹]

### بخش‌های بین‌الملل جشنوارهٔ فیلم فجر
- پلاک طلایی مدیریت جشنوارهٔ برای پیشگامی در استفاده از فناوری روز
- بیرق طلایی (جایزهٔ بزرگداشت مصطفی عقاد) برای بهترین فیلم مروج پیام الهی

### چهاردهمین جشن خانهٔ سینما
- بهترین طراحی لباس برای عبدالحمید قدیریان
- بهترین طراحی صحنه برای عبدالحمید قدیریان
- بهترین فیلمبرداری برای حمید خضوعی ابیانه
- بهترین جلوه‌های بصری برای لئو لو

### جشنوارهٔ بین‌المللی فیلم‌های تاریخی و نظامی ورشو
- جایزهٔ شمشیر نقره‌ای بهترین فیلم

## حاشیه‌ها
ملک سلیمان نخستین فیلم با عنوان فاخر است که بودجهٔ میلیاردی ساخت آن از ردیف بودجهٔ مصوب مجلس شورای اسلامی در سال ۸۳ برداشت شده است.
- ابتدا قرار بر این بود که حسین یاری در نقش سلیمان نبی به ایفای نقش بپردازد اما یک روز قبل از فیلمبرداری اعلام شد که امین زندگانی جایگزین او شده است.[۸]
- فیلم برای جشنوارهٔ بیست و هفتم فیلم فجر در حال آماده‌سازی بود که به سبب همزمانی با تعطیلات سال نو میلادی و نیز سال نوی چینی نتوانست به جشنواره برسد. سپس تصمیم گرفته شد که در اکران عید فطر ۱۳۸۸ به نمایش در آید اما با همفکری سازندگان فیلم ملک سلیمان به جشنوارهٔ بیست و هشتم فجر رفت با نامزدی در نه رشته رکوردار نامزدی‌ها شد.
- در تاریخ ۲۳ آبان ۱۳۸۹ (۷ ذی‌الحجه) در حالی‌که که سینماهای ایران به دلیل سالروز شهادت محمد ابن علی باقر تعطیل بود، ملک سلیمان تنها فیلمی بود که به اکران خود در این روز ادامه داد.[۲۰]